# Мохаммед, Мэттью Саад
Мэ́ттью Саа́д Моха́ммед (англ. Matthew Saad Muhammad; 1954—2014) — американский боксёр-профессионал, выступал в полутяжёлой весовой категории в период 1974—1992, владел титулом чемпиона мира по версии Всемирного боксёрского совета (1979—1981).

## Биография
Родился 5 августа 1954 года в Филадельфии с именем Максвелл Антонио Лоуч, из-за ранней смерти матери вместе со старшим братом жил у тёти. Когда ему было пять лет, тётя решила, что не может присматривать за двумя детьми, и попросила старшего ребёнка избавиться от младшего — тот отвёл его на бульвар Бенджамина Франклина и там бросил. Мальчика взяла на воспитание Католическая социальная служба, монахини дали ему имя Мэттью Франклин (в честь апостола и бульвара, где его нашли). Позже его усыновила супружеская пара из Филадельфии.
Боксёрскую карьеру начинал как любитель, в 1973 году одержал победу в трентонском региональном турнире «Золотые перчатки», всего на любительском уровне провёл 20 поединков.
Среди профессионалов дебютировал в январе 1974 года, в течение двух лет провёл одиннадцать поединков, проиграл лишь раз по очкам и один раз закончил бой ничьей. Первого серьёзного успеха добился в 1976 году, когда встретился с олимпийским чемпионом из Югославии Мате Парловым и будущим чемпионом мира Марвином Кэмелом — по два раза с каждым. Оба боя с Парловым проходили в Милане, в первом случае он выиграл у него решением судей в восьми раундах, во втором после десяти раундов была зафиксирована ничья. Кэмела тоже победил по очкам в первом десятираундовом противостоянии, а затем в матче-реванше с тем же результатом уступил ему.
1977 год начал с поражения от будущего чемпиона мира Эдди Грегори, но быстро реабилитировался в глазах болельщиков, взяв верх над будущим трёхкратным чемпионом мира Марвином Джонсоном (нокаут в двенадцатом раунде) и выиграв тем самым титул чемпиона Северной Америки в полутяжёлом весе — это был первый его бой, транслировавшийся по национальному телевидению. Вскоре после этой победы он по примеру Мохаммеда Али принял ислам и сменил имя на Мэттью Саад Мохаммед.
В следующем году несколько раз защитил пояс североамериканского чемпиона, после чего удостоился права оспорить титул чемпиона мира в полутяжёлой весовой категории по версии Всемирного боксёрского совета — в апреле 1979 года он во второй раз встретился с Марвином Джонсоном, который ранее отобрал чемпионский пояс у Парлова, и победил его техническим нокаутом в восьмом раунде.
Мохаммед оставался чемпионом более двух лет, успев защитить титул восемь раз, в том числе победил таких известных боксёров как Джон Конте, Лотти Мвале, Мюррей Сазерленд, а его бой с мексиканцем Яки Лопесом журналом «Ринг» был признан лучшим боем 1980 года — в ходе драматичного 14-раундового противостояния он пропустил двадцать безответных ударов, но сумел восстановиться и затем пять раз отправлял Лопеса в нокдаун. Во время девятой защиты, состоявшейся в декабре 1981 года, потерпел поражение от Дуайта Брекстона, техническим нокаутом в десятом раунде. Спустя полгода между ними прошёл матч-реванш, Мохаммед снова проиграл, на сей раз в шестом раунде.
Впоследствии Мэттью Саад Мохаммед с попеременным успехом продолжал выходить на ринг ещё в течение десяти лет, объездил множество стран, в том числе дрался в Германии, Австралии, Испании, Сербии, на Багамах и даже в Тринидаде и Тобаго, хотя существенных достижений уже не добивался. Среди его соперников были такие известные мастера как Юрай Грант, Маркус Ботт, Антон Йосипович, Эндрю Мейнард — всем им он проиграл. В 1991 году также провёл бой в Японии по смешанным правилам в японской организации UWFI против борца Киёси Тамуры, проиграл ему в результате болевого приёма. В начале 1992 года, потерпев очередное поражение нокаутом, Мохаммед принял решение завершить спортивную карьеру. Всего в профессиональном боксе он провёл 68 боёв, из них 49 окончил победой (в том числе 35 досрочно), 16 раз проиграл, в трёх случаях была зафиксирована ничья. В 1998 году введён в Международный зал боксёрской славы, в списке ста величайших панчеров по версии журнала «Ринг» занимал двадцать четвёртое место.
После завершения карьеры профессионального спортсмена некоторое время работал тренером по боксу в Атлантик-Сити, в частности, его учеником был индийский боксёр Гуркхаран Сингх, бывший член индийской олимпийской сборной, одержавший множество побед и среди профи. Несмотря на то, что за время долгой боксёрской биографии Мохаммед получил гонорарами около четырёх миллионов долларов, в итоге у него неоднократно возникали серьёзные финансовые проблемы, из-за расточительного образа жизни, большой щедрости и связей с сомнительными людьми. Уже в 1986 году он объявлял себя банкротом, в 1990-е годы жил практически в нищете, а в июле 2010 года его обнаружили бомжующим на улицах Филадельфии — с этого момента его поддерживали местные благотворительные фонды, занимающиеся оказанием помощи бездомным.
Умер в одной из филадельфийских больниц 25 мая 2014 года от бокового амиотрофического склероза.